# Programming Historian
Programming Historian é uma revista acadêmica revisada por pares e focada em humanidades digitais e metodologia de história digital.  Este projeto pioneiro de métodos de pesquisa em humanidades digitais publica lições que ajudam os estudiosos de humanidades a aprender uma ampla gama de ferramentas, técnicas e fluxos de trabalho digitais para facilitar a pesquisa e o ensino.  O projeto original foi baseado em uma série de lições escritas por William J. Turkel e Alan MacEachern da Universidade de Western Ontário em 2008.  Programming Historian foi lançada como um periódico acadêmico durante a conferência Digital Humanities 2012 em Hamburgo. 
Além da revista original em inglês, a publicação também está disponível em espanhol, francês e português. A abertura é um aspecto fundamental deste projeto Acesso Aberto Diamante: Programming Historian é feita em código aberto, tem um modelo aberto de revisão por pares e uma ética aberta para o planejamento do projeto. Todo o conteúdo é de acesso aberto e publicado sob uma  licença Creative Commons CC-BY, sem custo para os autores ou leitores. Isto faz com que o Programming Historian esteja disponível mundialmente, inclusive para leitores localizados no Sul Global.
O projeto ganhou o Prêmio de Humanidades Digitais duas vezes. Em 2016 ganhou o prêmio Best Series of Posts por seu conteúdo em inglês. Em 2017 ganhou o prêmio Best Series of Posts por seu conteúdo em espanhol e, no ano seguinte, venceu a ‘Mejor iniciativa formativa desarrollada durante el año 2018’ da Humanidades Digitales Hispánicas Association. Também ganhou o Prêmio Bolsa Aberta 2020 do Canadian Social Knowledge Institute e em 2021 recebeu o Prêmio de Publicações Abertas  da Fundação Coko na categoria Conteúdo Aberto. O projeto também se envolveu com questões sociais em humanidades digitais, realizando uma autorreflexão e levantamento sobre os preconceitos de gênero no projeto em 2015, na tentativa de incentivar a maior participação de autoras e avaliadoras do sexo feminino.  
A revista está indexada no Directory of Open Access Journals e está incluída em bancos de dados proprietários e outros recursos eletrônicos na Biblioteca da Universidade de Harvard. 